# FK Radnik Hadžići
O Fudbalski Klub Radnik Hadžići é um clube profissional de futebol da cidade de Hadžići, situado na Bósnia e Herzegovina.
Atualmente, o Radnik joga na Primeira Liga - FBiH e joga suas partidas em casa no Gradski Stadion Hadžići, que tem capacidade para 500 lugares.
Os anos dourados do clube foram em meados da década de 1990, quando, sob a orientação da lenda do clube Sedik Fejzić, venceu a Segunda Liga - FBiH em 1995/96 (Sul) e foi promovido à Primeira Liga - FBiH em 1996/97. 

## História

### Fundação e tempos de Iugoslávia
O FK Radnik foi fundado em 1948 na cidade de Hadžići. Nos anos seguintes, o clube jogou de forma variável até a temporada 1971/1972, quando liderado pelo técnico Ivica Petković assumiu o primeiro lugar na zona de Sarajevo, ganhando o direito de jogar na Segunda Liga Iugoslava (Grupo Sul). Na temporada 1973/1974, o clube foi rebaixado para a liga regional de Sarajevo.

### Anos de ouro
No início da Guerra da Bósnia, o clube encerrou todas as suas atividades. Finalmente, em 1994, na área livre de Hadžići, em Pazarić, ex-jogadores do clube iniciaram a iniciativa de reiniciar o clube.
Na temporada 1995/96, o clube terminou em primeiro lugar na Segunda Liga Bósnia (Sul) e foi promovido à Primeira Liga Bósnia. Em sua única temporada na elite, a temporada 1996/97, o Radnik terminou em último lugar, registrando 1 vitória, 1 empate e 28 derrotas. Nessas duas temporadas, Radnik gerenciou a lenda do clube Sedik Fejzić (temporada 1995/1996) e o ex-jogador de Radnik Hadžić, Abdulah Oruč (temporada 1996/1997).

### Presente
Desde o rebaixamento de 1996/97, o clube teve seus altos e baixos, foi rebaixado da Primeira Liga - FBiH no início de 2000 e jogou na Segunda Liga - FBiH (Centro), embora fosse um dos melhores clubes da da liga e em várias ocasiões estiveram perto de uma promoção.
Na temporada 2009/10, Radnik venceu a Segunda Liga - FBiH (Centro) e foi promovido de volta à Primeira Liga - FBiH, mas depois de apenas uma temporada de futebol da Primeira Liga desde 2005, o clube foi rebaixado da liga na temporada 2010/11.
Após nove anos de sua primeira promoção, na temporada 2018/19, sob a orientação do gerente local e também ex-jogador do clube Damir Beća, Radnik foi novamente promovido à Primeira Liga - FBiH dois jogos antes do final da temporada, vencendo o Pobjeda Tešanjka 6–0 em casa em 22 de maio de 2019, garantindo esse lugar. 

## Títulos
- Segunda Liga da Bósnia e Herzegovina (1): 1995/96 (sul)
- Segunda Liga - FBiH (2): 2009/10 (centro), 2018/19 (centro)